# Силуан Схимник
Силуан схимник Печерски (13. — 14. век, Кијев) је православни светитељ, схимонах Кијево-Печерског манастира.
Спомен 10. септембра, 23. јуна и 23. јула.

## Биографија
Био је ревносни чувар душевне и телесне чистоте, а за свој побожни живот свети Силуан је добио од Бога дар видовитости и чудотворства.
„Преосвећени Силуан схимник ревносно се старао о духовној и телесној чистоти. Да би га стекао, посматрао је велику уздржаност у јелу и пићу. Поред посног живота није спавао и молио се. Убивши своје грешно тело, задобио је од Бога сврсисходност, духовну радост, проницљивост и чуда. Стечени духовни дарови постали су његов духовни подвиг. Најпре је благодат Божија испунила његово срце и цело биће, а затим се, као миомирисни тамјан, излила из њега на друге. Његове поучне речи су многе одвеле на пут побожности. А дар видовитости и увида у духовни свет указивао је да је богоугодник“.
Када су разбојници ушли у манастирску башту, молитвом их је држао три дана непокретне, а затим их је, опоменувши их да се покају, пустио.
Његове мошти почивају у Далеким пећинама поред моштију Светог Тита Ратника.
Подаци антрополошких студија указују да је свети Силуан преминуо у 30-35 години. Висина светитеља била је око 173 цм.
Спомен 10. септембра, 23. јуна и 23. јула.
У акатисту свим печерским монасима о њему се каже:
  „Радуј се, Силуане, јер си на крилима поста и молитве Богу полетео.